# Dianne Reeves
Dianne Reeves (Detroit, 23 de Outubro de 1956) é uma cantora de jazz norte-americana.
Foi descoberta pelo trompetista Clark Terry em 1976, quando a viu cantar numa banda da Universidade do Colorado, onde estudava. 
Despontou nos anos 80 e em pouco tempo conquistou uma grande reputação como cantora de jazz nos Estados Unidos. É considerada a herdeira direta das divas do jazz Sarah Vaughan e Ella Fitzgerald.
Fez turnês com Sergio Mendes (1981) e Harry Belafonte (1984) e iniciou sua carreira solo em 1982.
Reeves gravou e se apresentou com Wynton Marsalis e  a Lincoln Center Jazz Orchestra. Também gravou com a Orquestra Sinfônica de Chicago dirigida por Daniel Barenboim e foi solista com Sir Simon Rattle e a Filarmônica de Berlim.
Dianne apresentou-se na cerimónia de encerramento dos Jogos Olímpicos de Inverno em Salt Lake City, recebeu o Prémio Ella Fitzgerald no Festival Internacional de Jazz de Montreal e foi nomeada Creative Chair for Jazz da Filarmónica de Los Angeles.